# Чугач (народ)

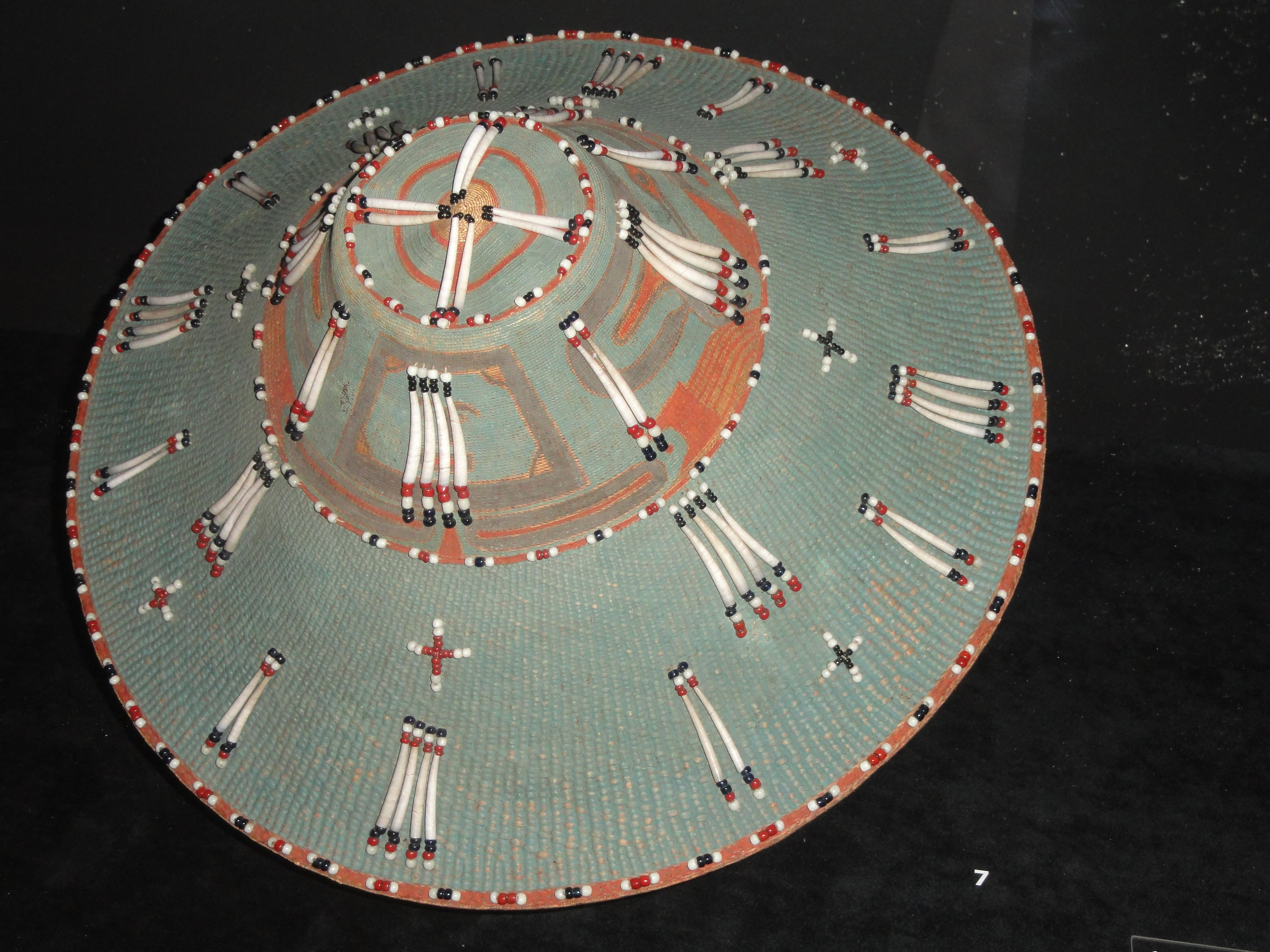
Сплетённая из еловых корней шляпа, украшенная продольными раковинами и бусинами. Музей культур в Хельсинки

Чугач, Чугачи, Чугачигмюты (англ. Chugach Sugpiaq или Chugachigmiut) — коренные жители южного побережья Аляски из эскимосской этнолингвистической группы с полуострова Кенай и пролива Принца Вильгельма (Чугацкого залива). Относятся к эскимосским прибрежным народам алутиик и говорят на чугачском диалекте алютикского языка. Прежде письменность была основана на кириллице, ныне — переведена на латиницу.

## Этнонимы
Самоназвание Sugpiaq (Чугачик) происходит от «suk» — «человек» и «-piaq» — «настоящий».
Тлинкиты (рус. колюжи, колюши, колюжцы) называли чугачей этнонимом кушек.
Этноним племени входит в названия окрестных мест: Чугачские горы, парк Чугач, национальный лес Чугач. Прежде пролив Принца Вильгельма назывался Чугацким заливом.

## История
Чугачи, согласно археологическим данным, проживали в районе пролива Принца Вильгельма тысячу лет назад. Они одними из первых могли встретиться в 1741 году Витусу Ионассену Берингу. В этот период чугачи торговали либо враждовали с эяками, атна и тлинкитами.
17 августа 1783 года русские впервые встретились с чугачами, которые через месяц убили 9 часовых, стороживших лагерь промышленников Компании Пановых.
В 1834 году их насчитывалось 471 человек, а в 1890—433.
В 1964 году вследствие Великого Аляскинского землетрясения цунами уничтожило деревню Ченега. В 1989 году выброс нефти из танкера Эксон Валдез нанёс крупный ущерб рыбному промыслу чугачей.

## Культура

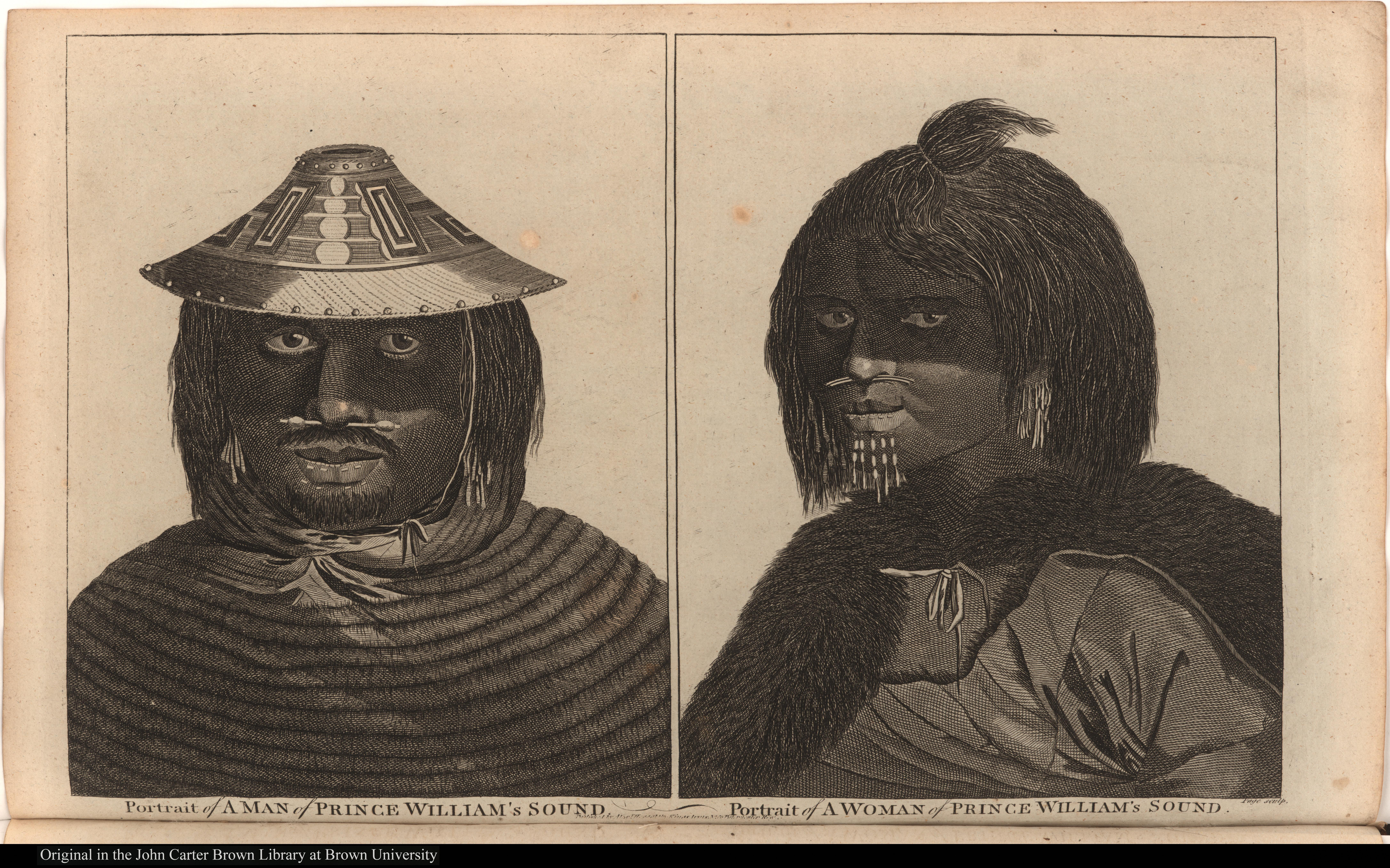
Рисунок мужчины и женщины с населённых чугачами берегов Принс-Уильяма, сделанный Джоном Уэббером во время третьей экспедиции Джеймса Кука в 1778 году.

Согласно поверью, чугачи произошли не от Ворона, а от Собаки и пришли с севера, где на побережье от губы Бристоль до Берингова пролива остались их соотечественники. В результате междоусобной войны их изгнали с острова Кадьяк.
Последующие путешественники отмечали изменение народного мифа:
К северу от острова Каяк, есть на материке местечко Чилькак. Там один могучий старик сотворил мужчину и женщину. Сначала старик хотел сделать их из камня, но поставив на ноги уже готового мужчину, он сломал нечаянно его левую ногу. Тогда решился сделать людей из земли. Оттого люди и умирают: земля разрушается. Если б мы сделаны были из камня, то жили бы вечно.

Обзаведясь потомством, чугачи решили искать новые плодородные места. Они заселили острова Чугацкого залива и остановились на островах Ушугнак (Перегрёбные), Шуяк и Кадьяк.
Чугачи — народ приморский, охотятся на обтянутых лахтаками байдарках на нерпу, китов, морских бобров; зимой — на лисиц и выдр с помощью собак и дыма. Добытое чугачи обменивали на нужные товары в Константиновском редуте или у соседних племён. Главнейшая из работ, для которых нанимаются при редуте чугачи — заготовление юколы (сушёной, или копчёной рыбы), нагрузка или выгрузка судна и подвоз дров.
Одежду шили с помощью сухожилий. На парки и другую одежду шли шкуры и кожи морских, реже сухопутных животных, а также птичьи шкурки. Непромокаемые камлеи делали из кишок морских животных.
Мёртвых, до сближения с русскими, чугачи сжигали вместе с вещами покойника на берегу моря, чтоб умерший, якобы прячущийся в воде, мог брать из пепла, что ему понадобится.